# Estats Generals dels Països Baixos
Els Estats Generals dels Països Baixos (en neerlandès, Staten-Generaal  ˌstaː.tə(n).ɣeː.nəˈraːl (?·pàg.)) és el parlament bicameral dels Països Baixos, format pel Senat (Eerste Kamer) i la Cambra de Representants (Tweede Kamer). Ambdues cambres es troben al Binnenhof de la Haia.
Els Estats Generals es van originar durant el segle xiv com una assemblea de tots els estats provincials dels Països Baixos Borgonyons. El 1579 la Revolta dels Països Baixos, les províncies del nord es van rebel·lar contra Felip II i el van substituir com la suprema autoritat de les Províncies Unides, provocant la Guerra dels Vuitanta Anys i la divisió dels Estats Generals, que van ser substituïdes per l'Assemblea Nacional després de la instauració de la Revolució Batava de 1795. Els Estats Generals es van restituir el 1814, quan el país va recuperar la seva sobirania. El 1815, amb la formació del Regne Unit dels Països Baixos, els Estats Generals foren dividits en les dues cambres que perduren en l'actualitat. Després de l'esmena constitucional de 1848, els membres de la Cambra de Representants van passar a ser elegits de forma directa, i els drets dels Estats Generals foren estesos abastament, establint a la pràctica la democràcia parlamentària als Països Baixos.
Des de 1918, els membres de la Cambra de Representants són elegits cada quatre anys fent servir la representació proporcional amb llista de partit, mentre que els 75 membres del Senat són elegits pels Estats Provincials cada quatre anys. Només en situacions excepcionals, les dues cambres celebren una sessió unificada coneguda amb el nom d'Assemblea Unida. El President del Senat és l'encarregat de presidir els Estats Generals en cas d'Assemblea Unida.

## Etimologia
La paraula neerlandesa staten es referia originalment a les classes feudals ("estament", o standen en neerlandès) en les quals es dividien les societats europees: el clergat, la noblesa i el poble. La paraula va acabar significant institució política en el qual es representaven aquests estaments. Cada província dels Països Baixos dels Habsburg tenien els seus staten. Aquestes institucions estaven representades al seu torn per l'assemblea que es va conèixer amb el nom de Staten-Generaal o Algemene Staten (Estats Generals).:5–15 El govern i les possessions dels Estats Generals es deien terres de la Generalitat (Generaliteitslanden en neerlandès), un concepte molt emparentat amb l'organització de la Generalitat catalana històrica.
Hi ha diversos noms geogràfics derivats del nom Staten-Generaal, com per exemple l'Staten Island (Nova York), l'Isla de los Estados argentina, el riu australià Staaten River, o el nom original de Nova Zelanda, Staten Landt.

## Història

### Regnat dels Borgonyons i dels Habsburg
Històricament, la convocatòria dels Estats Generals consistia en delegats dels Estats de les diverses províncies, com els Estats de Brabant, i s'originen aproximadament a mitjans del segle xv, sota el regnat dels ducs de Borgonya. La primera sessió fou el 9 de gener de 1464 a Bruges, a iniciativa dels Estats d'Holanda, els Estats de Flandes, els Estats de Brabant, i amb l'acord (reticent) de Felip III de Borgonya.:31 Més endavant, se celebraren sessions de forma regular al palau de Coudenberg de Brussel·les. La següent sessió d'importància fou la convocatòria dels Estats Generals pel Consell Ducal el 3 de febrer de 1477 després de la mort de Carles I de Borgonya. En aquesta sessió, els Estats Generals van aconseguir la concessió del Gran Privilegi per part de Maria de Borgonya, que reconeixia el dret de permetre als Estats Generals de reunir-se per iniciativa pròpia.:42ff. La funció principal dels Estats Generals en aquests primers anys fou el de crear una plataforma per al govern central en la qual discutir temes d'importància general amb els Estats de les províncies, especialment les ajudes especials conegudes com a beden o aides. Les funcions legislatives i executives encara eren exercides pel Rei durant aquesta època.:29,35–36, 97

### República Neerlandesa

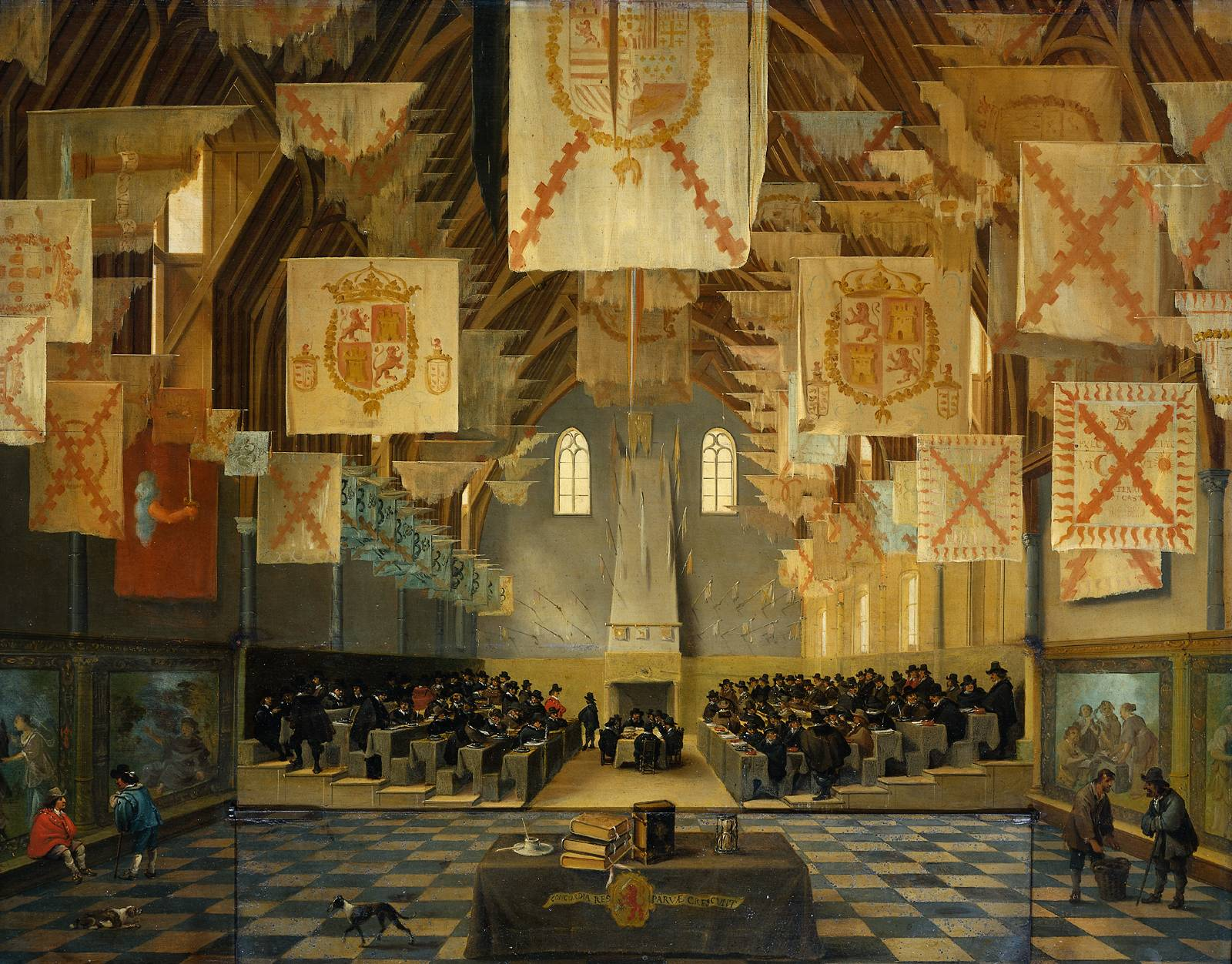
La Gran Assemblea dels Estats Generals el 1651.

Al principi de la Revolta dels Països Baixos, els Estats Generals (que no es reunien contínuament en sessió) van mantenir-se lleials al Rei dels Països Baixos dels Habsburg, Felip II de Castella (que no tenia el títol de Rei dels Països Baixos, però tenia el títol de duc i comte en diverses províncies). No obstant això, el 1576 els Estats Generals al complet es van revoltar contra la corona castellana. El 1579 els Estats Generals es van dividir quan algunes províncies del sud, que formaven la Unió d'Arràs, van tornar sota la seva obediència, mentre que les altres províncies, que formaven la Unió d'Utrecht, continuaren la rebel·lió.:260–268,288–296 Després de l'Acta de la Haia de 1581, els Estats Generals del nord van substituir Felip II com a autoritat suprema del nord dels Països Baixos, que llavors foren coneguts com les Províncies Unides.
Les Províncies Unides foren una confederació on gran part de les funcions governamentals es mantingueren als Estats Provincials (i les autoritats locals). Aquestes institucions delegaven representants als Estats Generals com si fossin ambaixadors que tenien un mandat limitat per instrucció i consulta obligatòria (en neerlandès, last en ruggespraak). Els Estats Generals, que votaven per províncies, amb un vot per a cadascuna, va començar a assumir funcions executives després que el Consell d'Estat dels Països Baixos hagués caigut temporalment sota influència anglesa degut al Tractat de Nonsuch.:305–315:293–294 Degut a això, els Estats Generals van romandre contínuament en sessió des del 1593 fins a la seva dissolució el 1795. La presidència rotava setmanalment en els membres més grans de les províncies. Sota el tractat de la Unió d'Utrecht, els Estats Generals foren formalment el poder sobirà, que representava la República en els afers estrangers i feia tractats amb monarques estrangers.:292–293

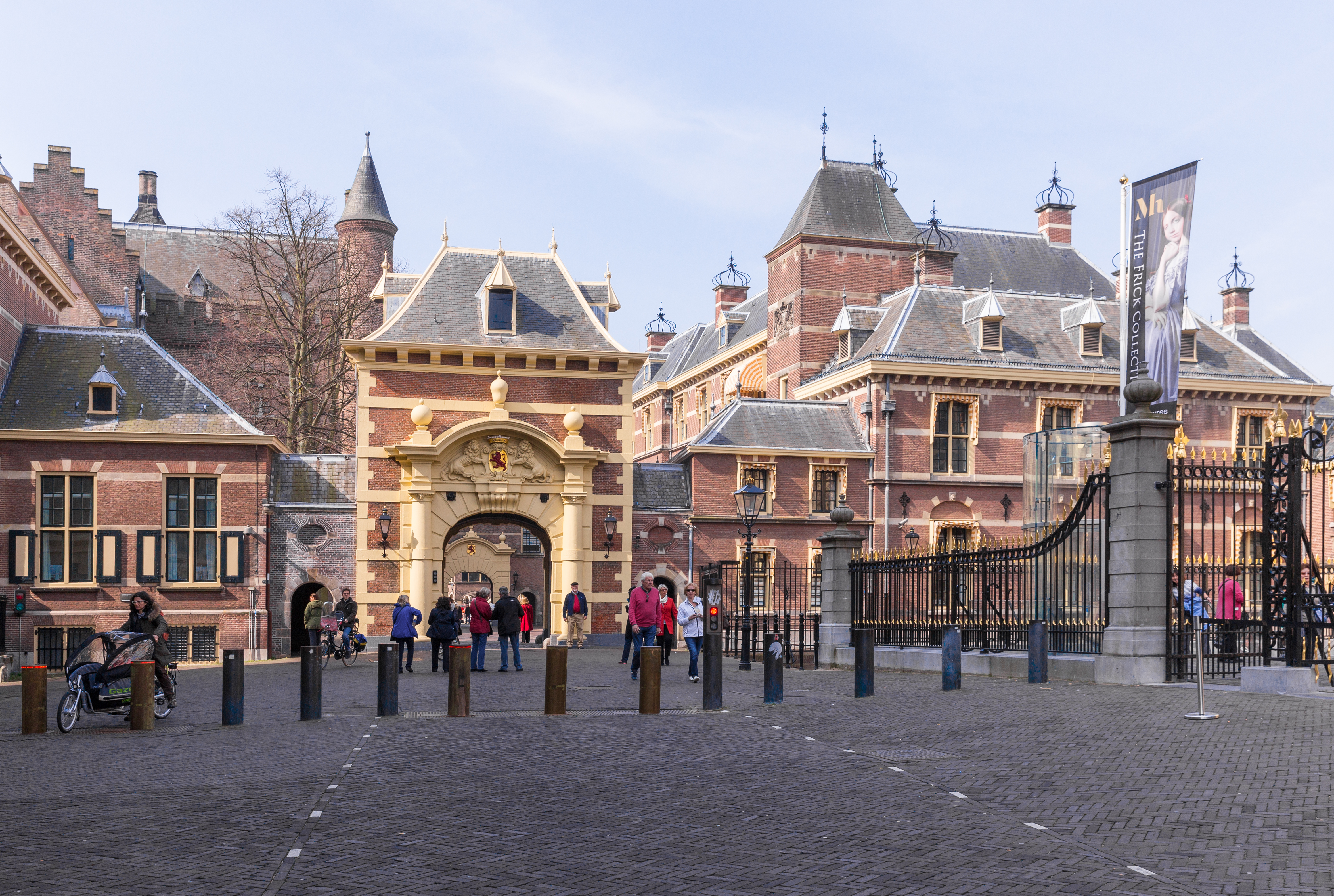
El Binnenhof, seu dels Staten-Generaal

Degut als canvis produïts per la Guerra dels Vuitanta Anys, on es perderen territoris i es reconqueriren (parcialment), no tots els territoris que inicialment formaven part de la Unió d'Utrecht mantenien la seva representació als Estats Generals. Els Estats de Brabant i Flandes van perdre la seva representació després de 1587 degut al fet que la majoria del seu territori havia estat conquerit per l'exèrcit de Flandes, i no va ser recuperada fins que part d'aquest territori (conjuntament amb parts del Ducat de Limburg) fou reconquerit per les Províncies Unides. El territori de Drenthe mai fou representat directament als Estats Generals. Tots aquests territoris que no tenien representació directa als Estats Generals, i que eren un 20% del territori de les Províncies Unides, es coneixien amb el nom de Terres de la Generalitat, i estaven sota jurisdicció directa dels Estats Generals, la Generalitat (en neerlandès, Generaliteit).:297–300 La Companyia Neerlandesa de les Índies Orientals i la Companyia Neerlandesa de les Índies Occidentals també estaven sobre la supervisió de la Generalitat, i per aquesta raó Staten Island de Nova York (originalment, Nova Amsterdam) i l'Isla de los Estados argentina tenen l'origen del seu nom en els Estats Generals.
Els Estats Generals "del sud" de després de 1579 foren una continuació dels Estats Generals que funcionaven sota els Països Baixos dels Habsburg. Després de la (re)conquesta de la majoria del territori dels Estats de Brabant i Flandes, aquests Estats enviaren de nou representants a aquests Estats Generals dels Països Baixos del sud, conjuntament amb les províncies de la Unió d'Arràs. Els Estats Generals del sud, però, només celebraren sessions de forma ocasional. L'última sessió ordinària fou el 1634, quan Felip IV de Castella els va dissoldre.:315–321
Els Estats Generals tant de la Haia com de Brussel·les es van acabar després de 1795; el sud fou annexat per França, i al nord s'instaurà la República Batava, que convocà l'Assemblea Nacional el 1r de març de 1796.

### Regne dels Països Baixos

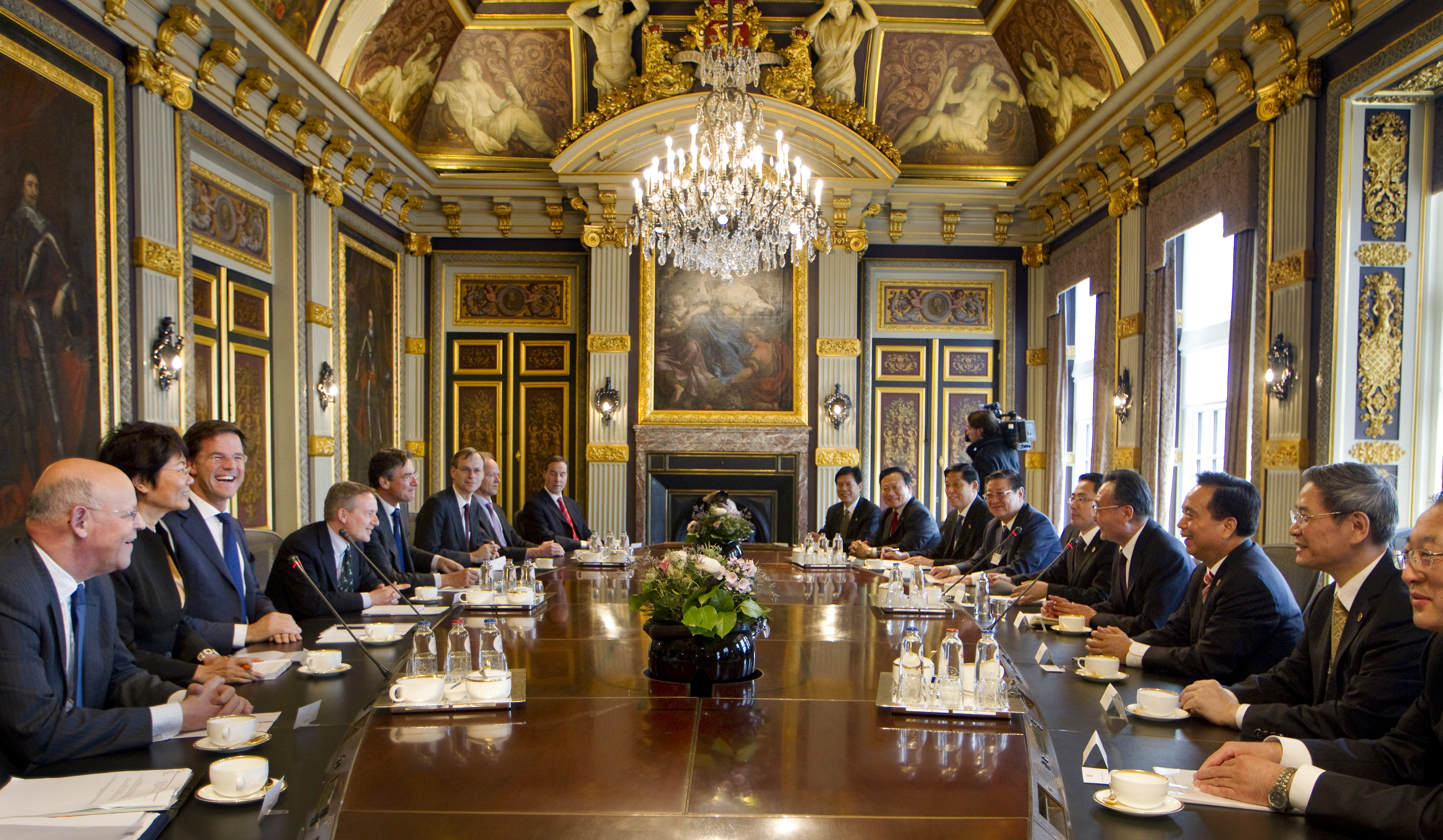
La Trêveszaal, on s'esdevé el Consell de Ministres cada setmana i on es reben les delegacions estrangeres.

El nom Staten-Generaal fou recuperat per als parlaments neerlandesos a partir de 1814, en finalitzar l'etapa sota el Primer Imperi Francès, que començà el 1813 amb l'annexió feta per Napoleó I de França. No obstant això, els nous Estats Generals s'assemblaven poc als que hi havia sota les Províncies Unides. Per començar, els Estats Generals tenien una única cambra, sense funcions executives, on els 55 representants representaven a tota la població i no pas als Estats Provincials (malgrat que aquestes entitats seguien elegint-los, ara com a col·legis electorals). Això s'explica perquè no es va recuperar l'estructura federal dels Països Baixos després d'haver-se convertit en un estat unitari sota la República Batava.:136 Els Estats Generals es van convertir en bicamerals el 1815, sota el Regne Unit dels Països Baixos, on els 50 membres del Senat eren elegits de forma vitalícia pel rei, l'aristocràcia i els 110 membres de la Cambra de Representants (55 del nord i 55 del sud), que al seu torn eren escollits pels nous Estats Provincials.
:138
Després de la revolució belga de 1830, els Estats Generals es mantingueren com a bicamerals, però el 1848 es va revisar la Constitució dels Països Baixos per a canviar la forma d'elecció dels membres de les cambres: els (llavors) 39 membres del Senat van passar a elegir-se pels Estats Provincials, i els membres de la Cambra de Representants van passar a elegir-se de forma directa en districtes electorals (un per a cada 45.000 electors), per la qual cosa el nombre de membres d'aquesta última cambra era variable. A la vegada, la Cambra de Representants va esdevenir més poderosa en rebre drets d'investigació i esmenes, i un augment dels seus drets pressupostaris. Formalment, però, els Estats Generals en el seu conjunt veieren augmentats els seus poders, ja que els ministres de la Corona hi havien de retre comptes, mentre que el Rei va passar a tenir una funció bàsicament cerimonial.:142–145
Amb la revisió constitucional de 1888, el nombre de membres de la Cambra de Representants es va fixar a 100, i el del Senat a 50. El sufragi també es va augmentar, però limitat a ciutadans homes que tinguessin una certa riquesa. Finalment, el sufragi universal masculí fou permès el 1917, i el femení, el 1919. Aprofitant aquest últim canvi, el sistema electoral fou canviat al de representació proporcional. Els Estats Generals se suspengueren de 1940 a 1945, durant l'ocupació alemanya. El 1956, el nombre de membres del Senat augmentà a 75, i el de la Cambra de Representants, a 150.:151,153–155, 329

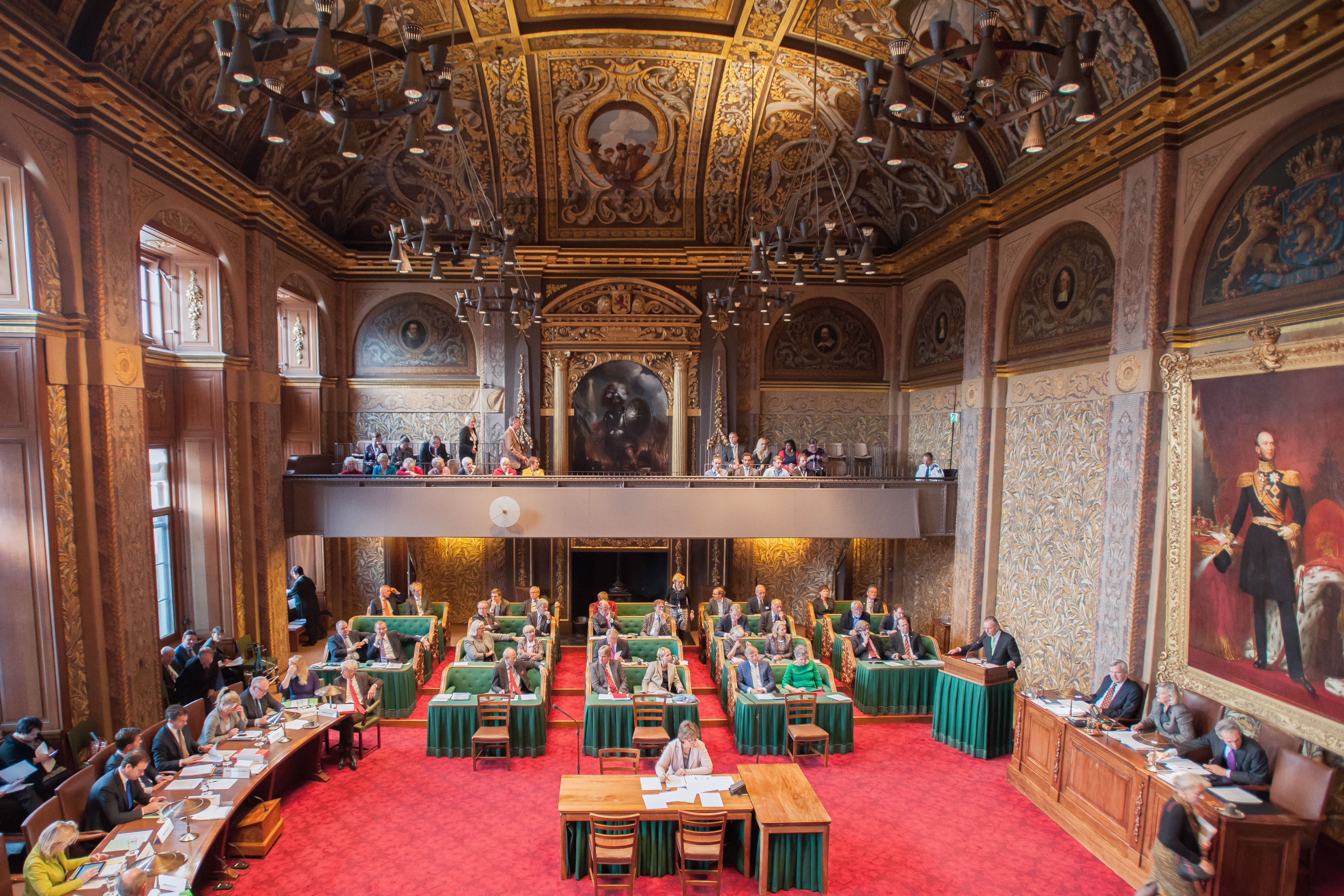
El Senat dels Països Baixos (Eerste Kamer)
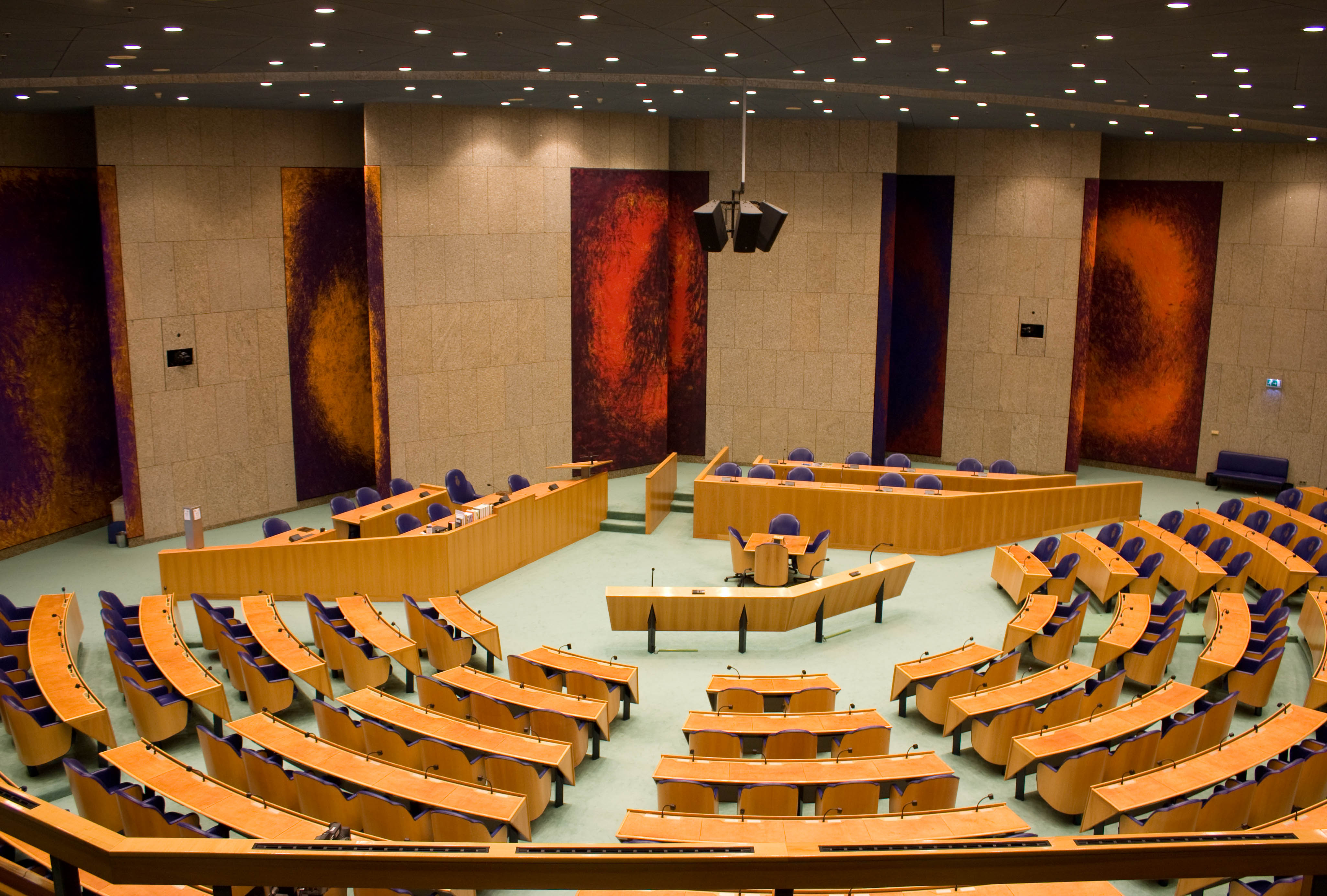
La Cambra de Representants dels Països Baixos (Tweede Kamer)

## Funcions
Els Estats Generals són convocats a una sessió conjunta (en neerlandès, Verenigde Vergadering) almenys un cop l'any, durant l'obertura de l'any parlamentari, quan el rei fa el discurs del tron (en neerlandès, Troonrede) durant el Prinsjesdag. En circumstàncies especials, com per exemple amb la mort d'un membre de la casa reial, o la proclamació d'un nou rei, ambdues cambres també celebren una sessió conjunta, que presideix el President del Senat. Aquestes sessions conjuntes se celebren a la Ridderzaal del Binnenhof, a excepció de la proclamació del nou rei, que se celebra a la Nieuwe Kerk d'Amsterdam. En la resta de sessions, les dues cambres actuen i s'organitzen per separat.
Constitucionalment, ambdues cambres tenen totes les funcions del parlament, a excepció dels drets d'iniciativa i d'esmena, que només té la Cambra de Representants. La sessió conjunta també nombra el monarca si no hi ha hereu al tron i el regent és incapaç d'exercir els seus poders.